# Ctenicera elongaticollis
Ctenicera elongaticollis là một loài bọ cánh cứng trong họ Elateridae. Loài này được Hamilton miêu tả khoa học năm 1893.